# Ada Lovelace
Ada Lovelace, egentligen Augusta Ada King, grevinna av Lovelace, född Byron den 10 december 1815 i London, död 27 november 1852 i Marylebone i London, var en brittisk matematiker och skribent. Hon är mest ihågkommen för sitt arbete med Charles Babbages mekaniska dator, den analytiska maskinen. Hennes anteckningar om maskinen innehåller den första algoritm som är avsedd att bearbetas med en maskin. Därför beskrivs hon ofta som historiens första datorprogrammerare.
Lovelace var enda barn till poeten Lord Byron och dennes fru Anne Isabella Byron. Makarna separerade en månad efter att dottern fötts och fadern lämnade England fyra månader senare; han avled till slut i sjukdom under Greklands frihetskrig när dottern var åtta år gammal. Adas mor var bitter på Lord Byron, och hon främjade dotterns intresse för matematik och logik i ett försök att förhindra att också hon utvecklade den galenskap som hon såg hos barnafadern. Ada behöll dock sitt intresse för sin far och begravdes enligt sin sista vilja vid sidan av honom.
Ada Lovelace beskrev sitt arbetssätt som "poetisk vetenskap" och sig själv som en "analytiker (och metafysiker)". Efter tonåren ledde hennes matematiska talanger henne fram till ett långvarigt samarbete med en annan brittisk matematiker, Charles Babbage. Särskilt rörde det dennes arbete med "den analytiska maskinen". Åren 1842–1843 översatte hon en artikel om maskinen skriven av den italienske ingenjören Luigi Menabrea, vilken hon kompletterade med en omfattande notapparat. Dessa noter innehåller vad många matematiker anser vara det första datorprogrammet. Hon utvecklade också en vision om datorers potential till att inte bara producera siffror. Hennes "poetiska vetenskap" drev henne fram till frågeställningar kring den analytiska maskinen som rörde relationen mellan människa och samhälle å ena sidan och tekniken som ett redskap å den andra.

## Biografi

### Barndom
Ada Lovelace föddes 10 december 1815 som dotter till George Gordon Byron, den 6:e baronen av Byron, och Anne Isabella "Annabella" Milbanke, baronessa av Byron. George Byron förväntade sig att hans nya ättling skulle vara en pojke och blev besviken när hans fru födde fram en flicka. Den nyfödda gavs namnet Augusta efter Byrons halvsyster Augusta Leigh och kallades av Byron själv för "Ada".

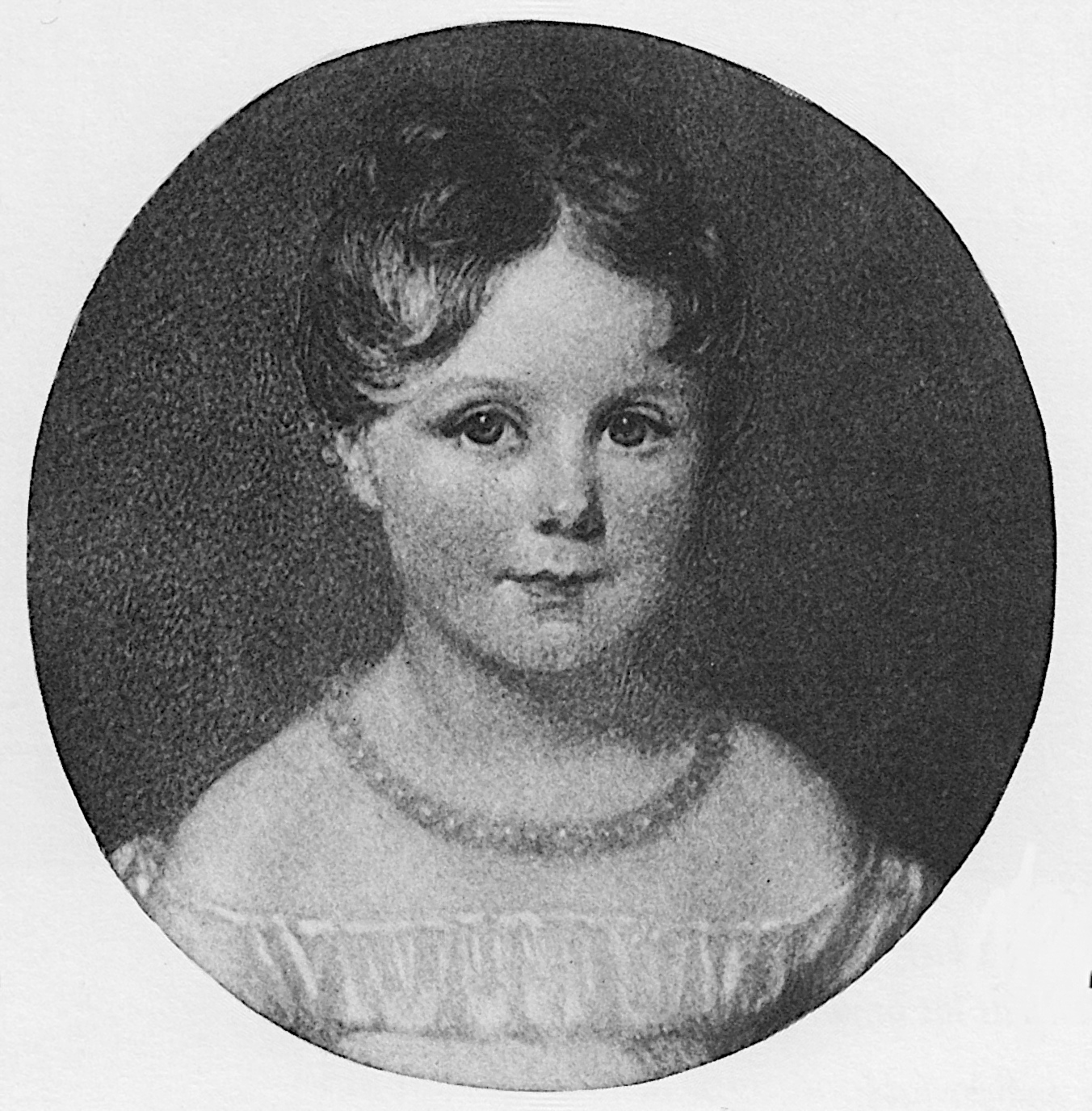
Ada vid fyra års ålder.

16 januari 1816 lämnade Annabella – på Georges begäran – hemmet. Hon tog sin en månad gamla dotter med sig och flyttade in hos sina föräldrar. Även om engelsk lag tillerkände fäderna full vårdnad om sina barn i separationsärenden, gjorde Byron inget försök att kräva sin rätt som barnets far. Han bad dock sin syster att hålla honom informerad om Adas väl och ve. 21 april undertecknade Byron, om än motvilligt, separationspappren och lämnade några dagar senare England för gott. Den här hastiga separationen ledde till att Annabella under resten av sitt liv återkom med påståenden och beskyllningar angående Byrons brist på moral; Ada hade, som en följd av faderns många utomäktenskapliga affärer, ett antal halvsyskon.
Byron hade ingen fortsatt kontakt med sin dotter. Han avled 1824, då hon var åtta år gammal, och modern stod för Adas enda långvariga förälder-barn-relation. Fram till Adas 20-årsdag var familjeporträttet över hennes far täckt av en grön svepning. Hennes mor blev 1856 på egna meriter baronessa av Wentworth.
Annabella hade dock ingen nära relation till den unga Ada. Hon lämnade ofta över den praktiska vårdnaden till sin egen mor Lady Judy Milbanke, vilken å sin sida ägnade stort intresse åt sin dotterdotter. Annabella skrev dock ofta brev till modern, där hon frågade hur Ada mådde. I ett av breven refererade hon till sin dotter som "det". Under tonåren vakade flera av hennes mors nära vänner över Ada, för att möjligen kunna upptäcka spår av omoraliskt beteende. Ada betraktade de här "observatörerna" som "Furierna", och hon beklagade sig senare över hur de överdrev och hittade på historier om henne.

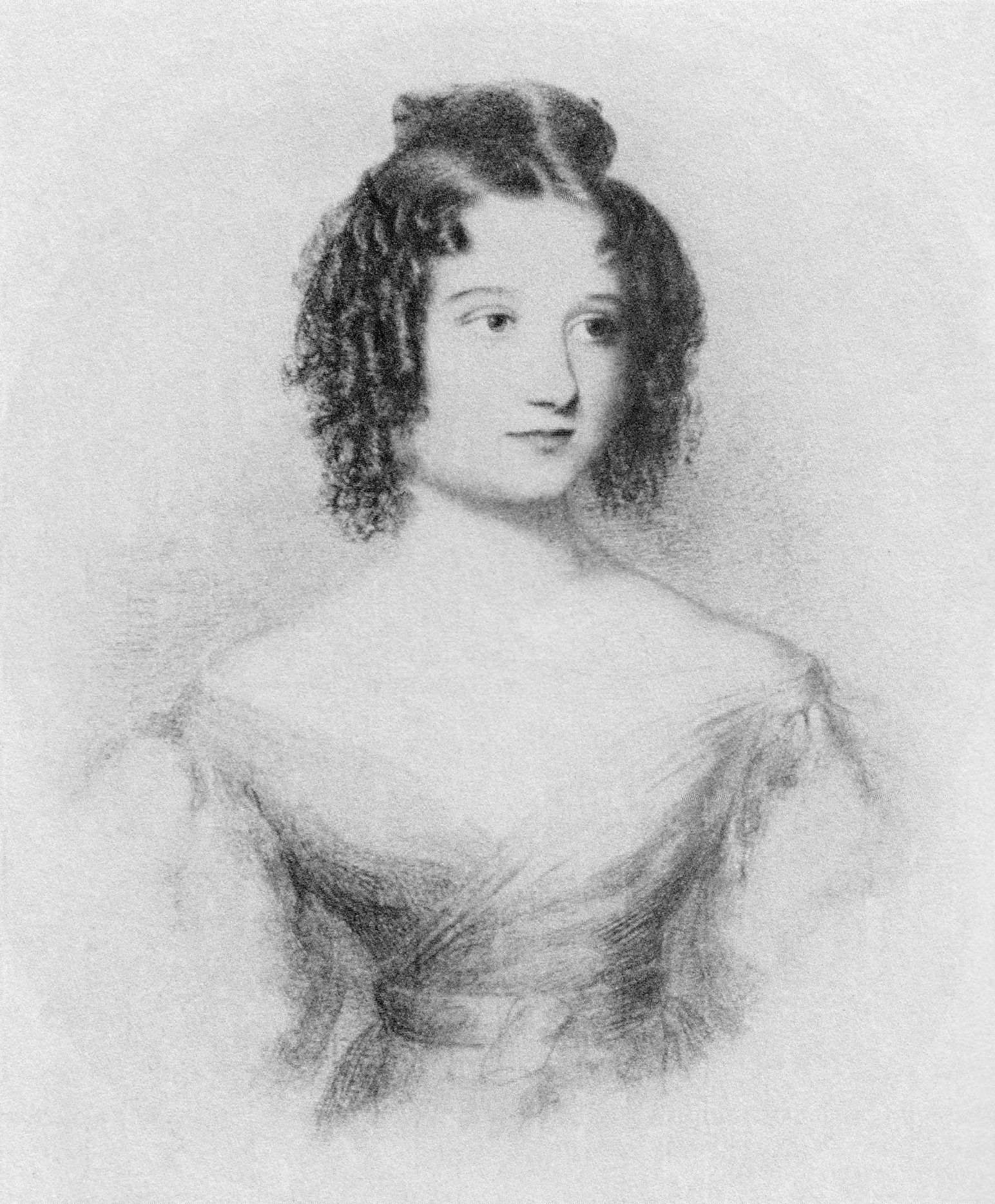
Ada vid 17 års ålder, 1832.

Ada var från tidig ålder ett sjukligt barn. Som åttaåring hade hon så svår huvudvärk att den gav henne synsvårigheter. I juni 1829 blev hon förlamad efter att ha insjuknat i mässlingen. Hon ordinerades sängliggande i nästan ett års tid, något som kan ha förlängt hennes konvalescens. 1831 kunde hon med hjälp av kryckor gå igen.
Trots sin sjuklighet utvecklade Ada talanger i både matematik och teknologi. Som tolvåring beslutade hon sig för att försöka flyga, ett projekt som hon grep sig an systematiskt. I februari 1828 påbörjade hon konstruktionen av vingarna, där hon bland annat utforskade de olika alternativen med papper, siden, rep och fjädrar. Hon studerade fåglars anatomi för att kunna bestämma de rätta proportionerna mellan vingar och kropp. Därefter bestämde hon sig för att skriva boken Flyology, där hon även illustrerade en del av sina rön. Dessutom gjorde hon sammanställningar över olika lämpliga flyginstrument, inklusive kompass. Slutligen inkluderade hon ångkraften som en del av sitt projekt.
I början av 1833 hade Ada en kärleksaffär med en av sina privatlärare, och när det hela upptäcktes försökte hon rymma tillsammans med honom. Lärarens släktingar kände dock igen henne och kontaktade hennes mor Annabella. För att undvika skandal skyldes dock hela incidenten över.
Ada fick aldrig träffa sin yngre halvsyster Allegra, dotter till Lord Byron och Claire Clairmont. Allegra avled 1822 bara fem år gammal. Däremot hade Ada viss kontakt med Elizabeth Medora Leigh, dotter till Byrons halvsyster Augusta Leigh.

### Vuxna år
Ada Lovelace utvecklade en fast och beständig relation till sin lärare Mary Somerville, till vilken den unga Ada närde en stor respekt och tillgivenhet. De två förblev brevvänner under lång tid. Andra bekanta var Andrew Crosse, Sir David Brewster, Charles Wheatstone, Charles Dickens och Michael Faraday. Från 1834 var Ada Lovelace en återkommande gäst vid det brittiska hovet och deltog där i diverse evenemang, inklusive baldanser.
8 juli 1835 gifte hon sig med William King, och hon kom därefter att titulerades som baronessan King. Parets residens utgjordes av ett gods vid Ockham Park i Ockham i Surrey, söder om London. Dessutom ägde de ett annat residens i skotska Torridon samt en bostad inne i London. Paret tillbringade smekmånaden i Worthy Manor i Ashley Combe i Somerset. Herrgården som 1799 uppförts som en jaktstuga, hade inför smekmånaden bättrats på av King och kom senare att fungera som makarnas sommarbostad. Paret King fick tre barn: Byron (född 12 maj 1836), Anne Isabella (född 22 september 1837) och Ralph Gordon (född 2 juli 1839).
År 1838 blev Adas make earl av Lovelace, vilket innebär att hon själv kom att omnämnas som "The Right Honourable the Countess of Lovelace" ('Den högvälborna grevinnan av Lovelace'). 1843–44 utsåg Adas mor William Benjamin Carpenter till privatlärare för hennes barn, och han gavs även rollen som "moralisk" handledare gentemot Ada själv. Han blev snabbt kär i henne, och när det blev uppenbart att han försökte inleda en affär med henne avslutade hon relationen.
År 1841 berättade Adas mor att Ada och Medora Leigh (dotter till Lord Byrons halvsyster Augusta Leigh) hade gemensam far. 27 februari 1841 skrev Ada till sin mor och förklarade i brevet att hon inte var ett dugg förvånad över det hela. Däremot beskyllde hon inte Byron för den incestuösa relationen utan lade istället skulden på Augusta Leigh.
Under 1840-talet omgavs Ada av flera mindre skandaler. Bland annat hade hon nära relationer med män utanför äktenskapet, vilket ledde till rykten om otrohet. Dessutom var hon begiven på att spela. Det idoga spelandet ledde till att hon och ett antal manliga vänner bildade ett syndikat, med ambitionen att skapa en matematisk modell för korrekt satsning i samband med vadslagning. Projektet tog dock en ända med förskräckelse, och hennes stora skulder (på tusentals pund) till syndikatet tvingade henne att erkänna det hela för sin make.
Hon hade från 1844 ett oklart förhållande med amatörforskaren Andrew Crosses son John. John Crosse förstörde efter hennes död det mesta av deras brevväxling som del i en rättslig uppgörelse. Hon testamenterade till honom de enda släktklenoder som hennes far personligen hade efterlämnat till henne. Under sin sista sjukdomstid greps hon vid flera tillfällen av panik vid tanken på att Crosse den yngre skulle förbjudas att besöka henne.

### Död

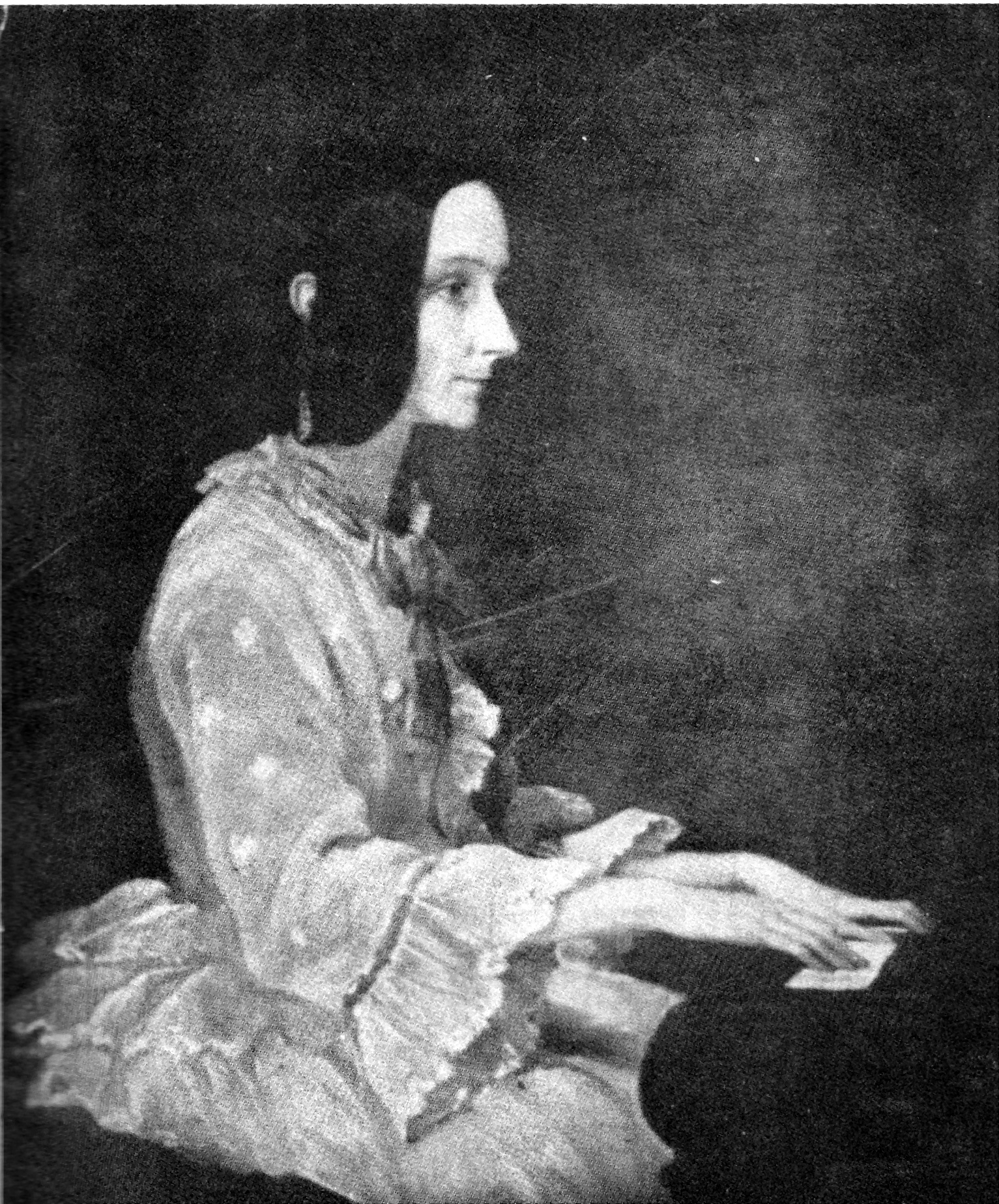
Lovelace vid ett piano – målning av Henry Phillips, 1852. Hon hade vid den här tiden ständigt ont. Phillips far, Thomas Phillips, hade en gång målat av Adas far Lord Byron.

Ada Lovelace avled vid 36 års ålder – i samma ålder som hennes far vid sin bortgång – den 27 november 1852, en vecka och sex dygn innan hon skulle fyllt 37. Dödsorsaken var livmodercancer, sannolikt förvärrad av hennes läkares tidstypiska försök att häva sjukdomen med hjälp av åderlåtning. Insjuknandet skedde över flera månaders tid. Under den här tiden bestämde modern Annabella över vilka som fick komma på besök, något som innebar att alla Adas vänner och nära bekanta exkluderades. Under sin mors inflytande genomgick hon en religiös omvändelse, övertalades att ångra sitt tidigare beteende samt att låta Annabella utforma hennes testamente. Efter att hon den 30 augusti erkänt något för sin make, övergav han permanent sin plats vid hennes sjuksäng. Hon begravdes, enligt sin sista vilja, vid sidan om sin far i Church of St. Mary Magdalene i Hucknall, norr om Nottingham.

### Utbildning
Genom hela sin sjukdomsperiod fortsatte hon sina studier. Hennes mors fixering vid att utrota hennes möjligen nedärvda "galenskap" från fadern var en av orsakerna till att Ada fick studera matematik från tidig ålder. Som privatlärare i matematik och vetenskap hade hon William Frend, William King och Mary Somerville. En av hennes senare lärare var matematikern och logikern Augustus De Morgan. Från 17 års ålder (1832) började hennes anmärkningsvärda matematiska talang göra sig gällande, och hennes intresse för matematik kom därefter att dominera hennes vuxna liv.

Lovelace ifrågasatte ofta grundläggande antaganden genom att kombinera poesi och vetenskap. Under tiden hon studerade differentialkalkyler, skrev hon till De Morgan:
Får jag anmärka att de förunderliga förvandlingar som många formler kan genomgå, den oväntade och för en nybörjare synbarligen omöjliga form som vid första anblicken kan se så utomordentligt annorlunda ut, att jag tror att den är en av de största svårigheterna i tidiga skeden av matematiska studier. Jag påminns ofta om vissa tomtar och älvor som man läser om, de som kan finnas intill en i en skepnad ena stunden och som något helt annat ett ögonblick senare...
 Lovelace trodde att intuition och fantasi var två nödvändiga egenskaper för att effektivt kunna tillämpa matematiska och vetenskapliga begrepp. Hon värdesatte metafysik lika mycket som hon satte värde i matematik och såg båda som verktyg i utforskandet av "de osynliga världarna omkring oss".

## Verksamhet

### Översikt
Genom hela sitt liv var Ada intresserad av vetenskapsutvecklingen och tidens olika uppfinningar och trender. Det inkluderade frenologi och mesmerism. Även sedan hon blivit berömd för sitt arbete med Babbage fortsatte hon att arbeta på helt andra projekt. 1844 nämnde hon för vännen Woronzow Greig om sin idé att låta skapa en matematisk modell för hur hjärnan skapar tankar och nerverna känslor ("en beräkning över nervsystemet"). Någon sådan modell kom dock aldrig att förverkligas.
Hennes intresse för hjärnan kom sig delvis av hennes långvariga engagemang runt sin egen "potentiella" galenskap, ett engagemang som hon "ärvt" av sin mor. Som del i det här utforskandet besökte hon 1844 elingenjören Andrew Crosse, för att lära sig hur man organiserar elektriska experiment. 1851, året innan cancern slog till, nämnde hon i ett brev till sin mor "vissa produktioner" med anknytning till matematik och musik som hon arbetade på.

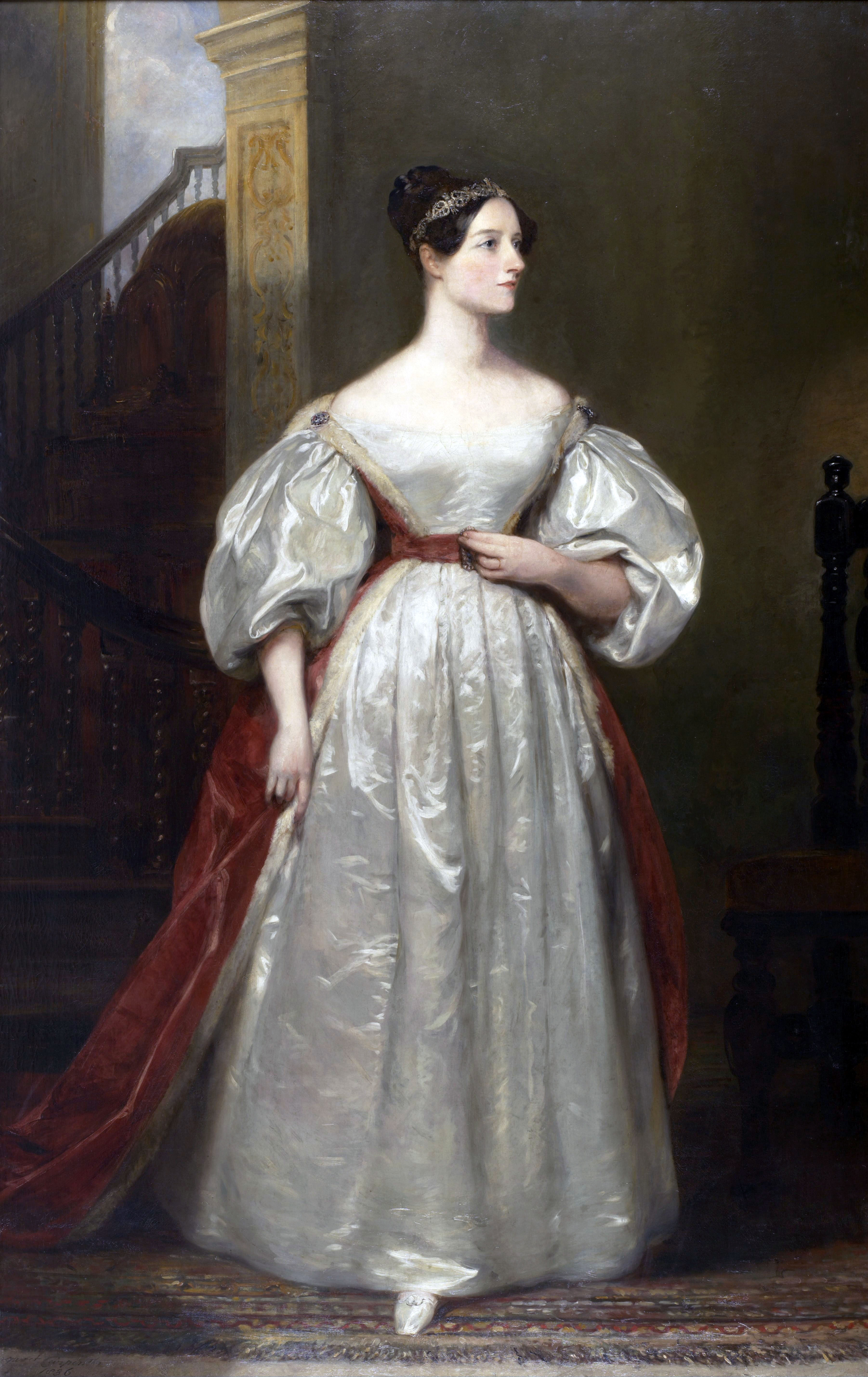
Ada Lovelace – porträtt av brittiska konstnären Margaret Sarah Carpenter, 1836.

Lovelace mötte Charles Babbage första gången 1833, genom deras gemensamma vän Mary Somerville. Strax därefter bjöd Babbage in Lovelace för att låta henne se prototypen till hans differensmaskin. Hon fascinerades av maskinen och utnyttjade sin relation till Somerville till att besöka Babbage så ofta hon kunde. Babbage imponerades av Lovelaces intellekt och analytiska förmåga. Han kallade henne för "Talens förtrollerska" (engelska: The Enchantress of Numbers). Ada och Babbage blev goda vänner, och när Babbage utvecklade differensmaskinen och den analytiska maskinen agerade Ada ofta bollplank för honom i olika matematisk-teoretiska frågor.
Under en niomånadersperiod 1842–1843 översatte Ada den italienske matematikern Luigi Menabreas text om Babbages nyaste uppfinning, den analytiska maskinen. Till artikeln fogade hon en omfattande notapparat. Att förklara hur den analytiska maskinen fungerade var ingen enkel sak. Många andra vetenskapsmän hade gått bet på uppgiften och det brittiska etablissemanget var ointresserat av saken. I sina noter måste Ada till och med förklara hur maskinen skilde sig från den ursprungliga differensmaskinen. Hennes förklaringar mottogs dock väl och gillades av bland andra vetenskapsmannen Michael Faraday.
Noterna är mer omfattande än den italienska (franskspråkiga) ursprungstexten och inkluderar (Sektion G) en mycket detaljerad metod för att beräkna en följd av Bernoullital med hjälp av maskinen. Detta skulle ha kunnat utföras korrekt, om bara den analytiska maskinen blivit något mer än en pappersprodukt (endast hans differensmaskin har konstruerats). På basis av det här verket räknas Lovelace idag allmänt som den första datorprogrammeraren, och hennes metod betecknas som historiens första datorprogram.
Sektion G i notapparaten innehåller Ada Lovelaces avfärdande av artificiell intelligens. Hon skrev att "Den analytiska maskinen gör inga som helst anspråk på att skapa något eget. Den kan göra vad vi vill att den ska göra. Den kan följa analys, men den har ingen förmåga att förutse några analytiska relationer eller sanningar." Denna invändning har lett till en hel del debatt och motreaktioner, inklusive från Alan Turing i dennes text "Computing Machinery and Intelligence".
Lovelace och Babbage blev för en tid ovänner efter att texten med dess notapparat publicerats. Orsaken var hans försök att få med sin egen kritik av regeringens behandling av hans maskin som ett osignerat förord (något som skulle antytt att hon också hade skrivit den texten). När vetenskapstidskriften Scientific Memoirs – där allt skulle publiceras – bestämde att uttalandet måste vara undertecknat, skrev Babbage till Lovelace för att be henne dra tillbaka texten. Hon vägrade. Deras vänskap återupptogs dock, och de två fortsatte sin brevväxling.

### Första datorprogrammet

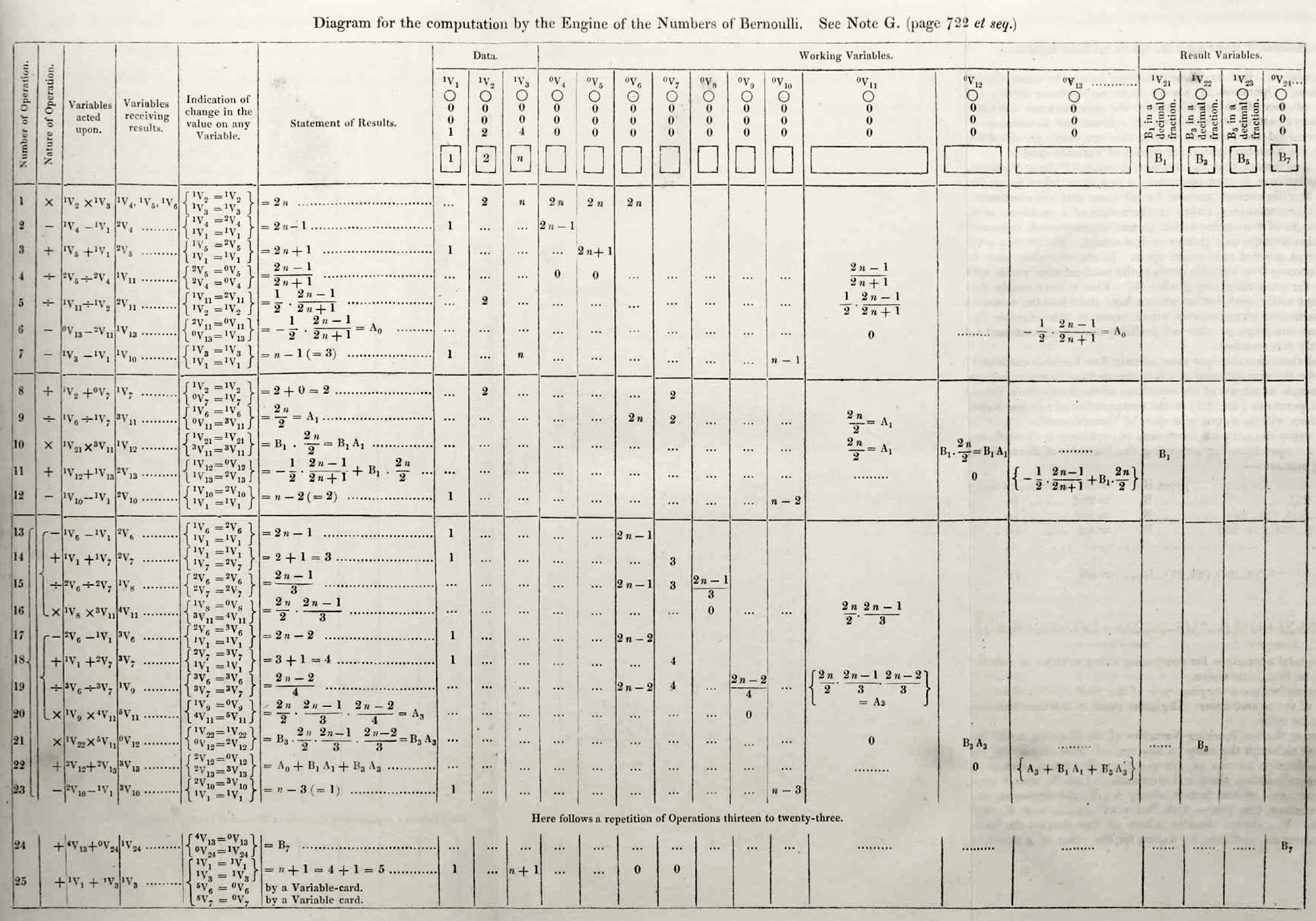
Lovelaces diagram från Sektion/Not G, den första publicerade datoralgoritmen.

År 1842 hade Babbage bjudits in att hålla en föreläsning vid Turins universitet, med anledning av hans analytiska maskin. Luigi Menabrea, en ung italiensk ingenjör och senare premiärminister i Italien, skrev ner föreläsningen på papper – på franska – och den här översättningen publicerades i oktober samma år i den schweiziska vetenskapstidskriften Bibliothèque universelle de Genève. Babbages vän Charles Wheatstone gav Lovelace i uppdrag att översätta Menabreas text till engelska, vartill Lovelace även fogade en stor notapparat. Lovelaces översättning och notering tog närmare nio månader, med bistånd från Babbage själv. Noterna, som är mer omfångsrika än Menabreas egen text, publicerades därefter i Taylor's Scientific Memoirs under signaturen AAL. 1953, mer än ett århundrade efter hennes död, återtrycktes Ada Lovelaces noter om Babbages analytiska maskin.
Maskinen anses idag som en tidig modell till en dator och Lovelaces noter som en beskrivning av en dator och dess programvara. Maskinen har dock hittills förblivit en pappersprodukt, så hennes kod har än så länge inte kunnat testas i praktiken.

### Konceptuellt språng
I sina noter tryckte Lovelace på skillnaden mellan den analytiska maskinen och tidigare räknemaskiner, särskilt vad gäller dess möjlighet att programmeras för att lösa problem av olika svårighetsgrad. Hon insåg att potentialen hos en sådan apparat låg långt bortom rent siffertuggande och skrev bland annat:
| ”                    | Den analytiska maskinen skulle kunna arbeta med andra ting vid sidan om tal, objekt vars ömsesidiga grundläggande relationer kunde uttryckas genom abstrakta vetenskapliga operationer, vilka också kan vara mottagliga för förändringar i hur maskinen hanterar de olika operationerna och i dess mekanism... | „ |
| – Ada Lovelace, 1842 | |   |

| ”                    | Anta, för ett ögonblick, att de fundamentala relationerna mellan specifika ljud i den vetenskapliga harmonin och musikskapandet var mottagliga för ett sådant uttryck och sådana förändringar. I så fall skulle maskinen kunna komponera invecklade och vetenskapliga musikstycken av vilken komplexitet eller längd som helst. | „ |
| – Ada Lovelace, 1842 | |   |

Den här analysen innebar ett konceptuellt språng bort från tidigare tankar om vad räkneapparater skulle kunna åstadkomma. Den förutsåg sålunda möjligheterna hos modern datorteknik över 100 år senare.

## Kontrovers
Även om Ada Lovelace ofta ses som den första datorprogrammeraren, skiljer sig åsikterna åt om hur viktiga hennes egna insatser var. Vissa undrar också om hon verkligen kan anses ha varit en programmerare.

### Kritik
Historikern Allan G. Bromley skrev 1990 i sin essäbok Difference and Analytical Engines att alla utom ett av programmen i hennes noter hade förberetts av Babbage 3–7 år tidigare. Och det återstående förbereddes av Babbage, även om hon upptäckte en bugg i det.

### Försvar
Lovelace arbetade på verket under nio månaders tid. Hennes upptäckt av det som kan anses vara historiens första programbugg kan göra henne till historiens första "avlusare" av kod. Babbage kommenterade själv Ada Lovelaces bidrag, i sin Passages from the Life of Philosopher (1864):
| ” | Jag föreslog sedan att hon skulle lägga till lite noter till Menabreas text, en idé som hon genast tog till sig. Vi diskuterade tillsammans de olika illustrationerna som kunde användas; jag föreslog flera men urvalet var helt hennes eget. Hon stod också för det algebraiska utarbetandet av de olika problemen, utom – faktiskt – det som gällde Bernoullitalen; detta hade jag erbjudit mig att ta hand om som hjälp. Detta problem sände hon tillbaka till mig med förslag till en ändring, efter att hon upptäckt ett allvarligt fel i mina beräkningar. | „ |

## Eftermäle
Ett antal datorfenomen, minnesdagar, byggnader och verksamheter runt om i världen har fått namn efter Ada Lovelace. Här listas ett litet urval.
Programmeringsspråket Ada, skapat för USA:s försvarsdepartement, namngavs efter Ada Lovelace. Referenshandboken för programspråket godkändes 10 december 1980, och standardbeteckningen (inom USA:s militärväsen) för språket – MIL-STD-1815 – kom att innehålla hennes födelseår.
Sedan 1998 har British Computer Society delat ut "Lovelace Medal" till hennes ära.
"Ada Lovelace Day" är ett årligt evenemang i mitten av oktober, med målet att stärka den kvinnliga närvaron inom vetenskap, teknologi, ingenjörsvetenskap och matematik.
10 december 2012 – den 197:e årsdagen av Ada Lovelaces födelse – uppmärksammades hon av söktjänsten Google. Det skedde genom att Google tillägnade henne dagens speciallogotyp (Doodle).
Karolinska Institutet har namngivit en datorsal i hennes namn i Berzeliuslaboratoriet på Campus Solna.